# Stanovice (okres Trutnov)
Obec Stanovice (německy Stangendorf) se nachází v okrese Trutnov, kraj Královéhradecký, při řece Labi zhruba 5,5 km jihovýchodně od Dvora Králové. Žije zde 60 obyvatel.

## Historie
První písemná zmínka o obci pochází z roku 1407. Až do roku 1948 byla obec součástí šporkovského panství Hradiště.
Převážně německojazyčná obec patřila v letech 1938–1945 do říšské provincie Sudety. Po válce byla většina původních obyvatel vysídlena.

## Pamětihodnosti
Obec je součástí ochranného pásma památkové rezervace Kuks.
Díky působení hraběte Františka Antonína Šporka se v katastru obce nachází řada sochařských památek z dílny Matyáše Bernarda Brauna.
- V  Novém lese  se na území Stanovic a sousedních Hřibojed nacházít tzv. Betlém, zahrnující řadu Braunových soch a reliéfů
- Jižně od obce se v ohybu Labe (na pravém břehu) nalézá do pískovcové skály v tesaný reliéf Stigmatizace svatého Františka Serafinského (kol. r. 1720), v prostoru bývalé poustevny svatého Františka s Assisi
- Přímo v centru obce je dochována vrcholně barokní, sochařsky zpracovaná baldachýnová kaple Nejsvětější trojice se sousoším Nejsvětější Trojice opět z dílny M. B. Brauna (1720)

Kromě toho se zde nalézají dvě architektonické památky:
- Selský statek čp. 1[6]
- Šporkův mlýn s vodní elektrárnou

Podél silnice uprostřed obce je chráněno 6 památných dubů letních. Další chráněný strom, Dub u Drahyně, pak roste západně od obce, na břehu potoka Drahyně asi 180 m před jeho ústím do Labe. V roce 2018 byl na stezce u lomu svatého Klimenta vysazen Strom republiky (lípa srdčitá).
- Lom svatého Klimenta nedaleko Šporkova mlýna v minulosti sloužil pro potřebu výstavby lázeňských budov v Kuksu a také pro stavbu pevnosti Josefov. V současné době je zde umístěna přírodní galerie pískovcových soch mladých absolventek SUPŠ sochařské a kamenické v Hořicích, které vznikly na sochařských sympoziích Sporck. V roce 2010 lom vysvětil  arcibiskup Dominik Duka. [7]
- Na území obce je také naučná stezka Půjdem spolu do Betléma.

## Galerie

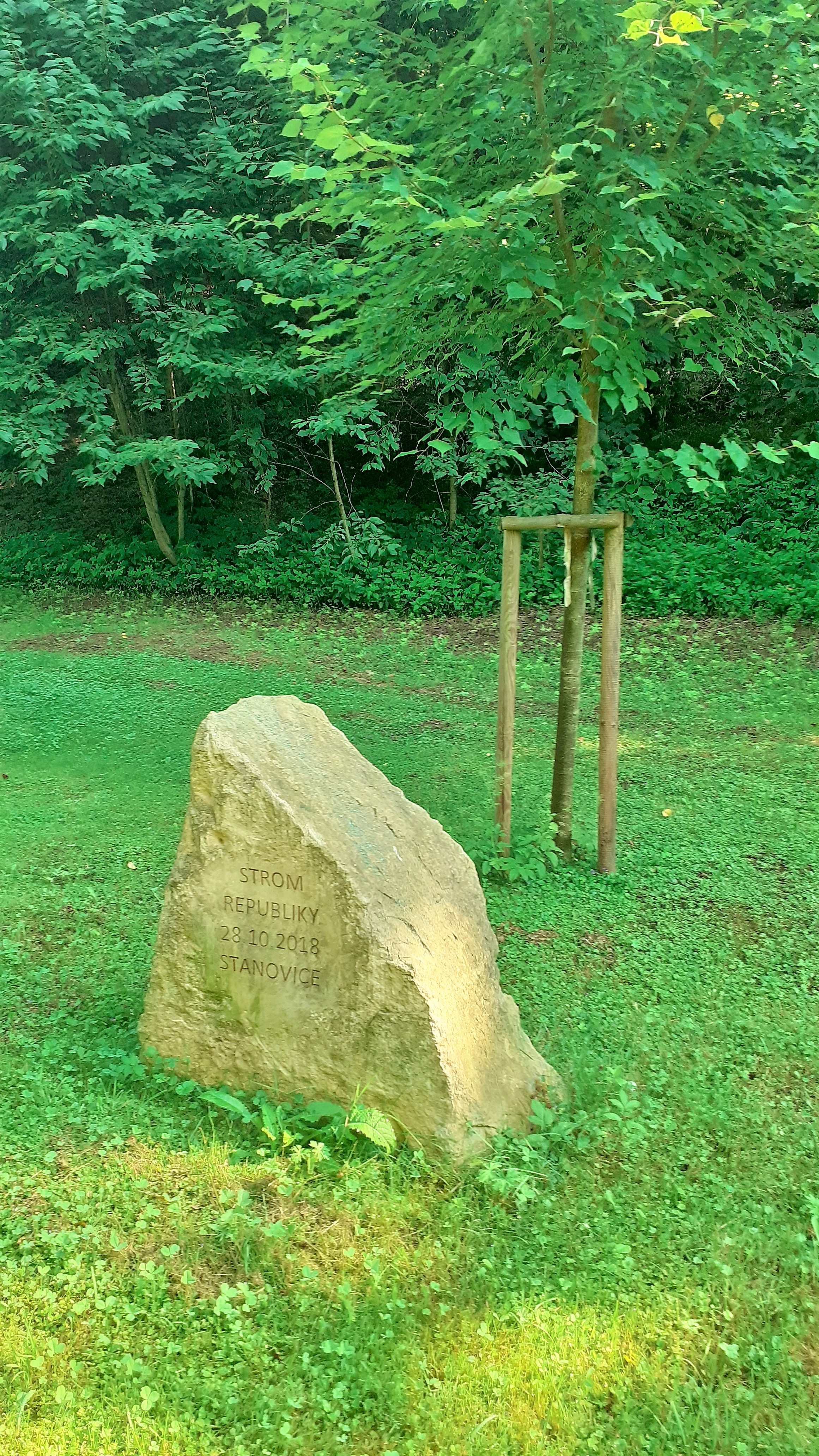
Strom republiky u Stanovic
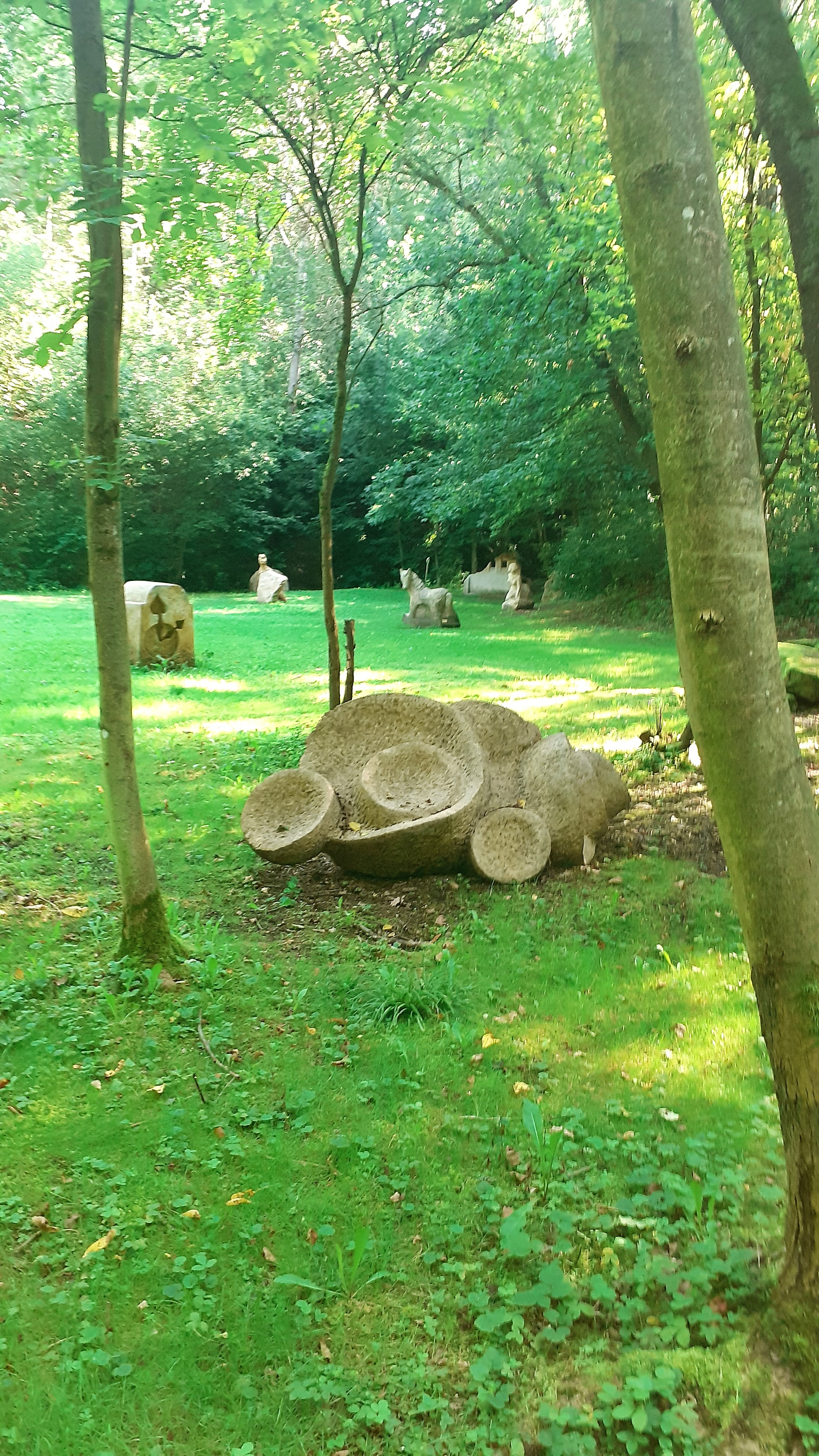
Sochařská galerie Lom svatého Klimenta
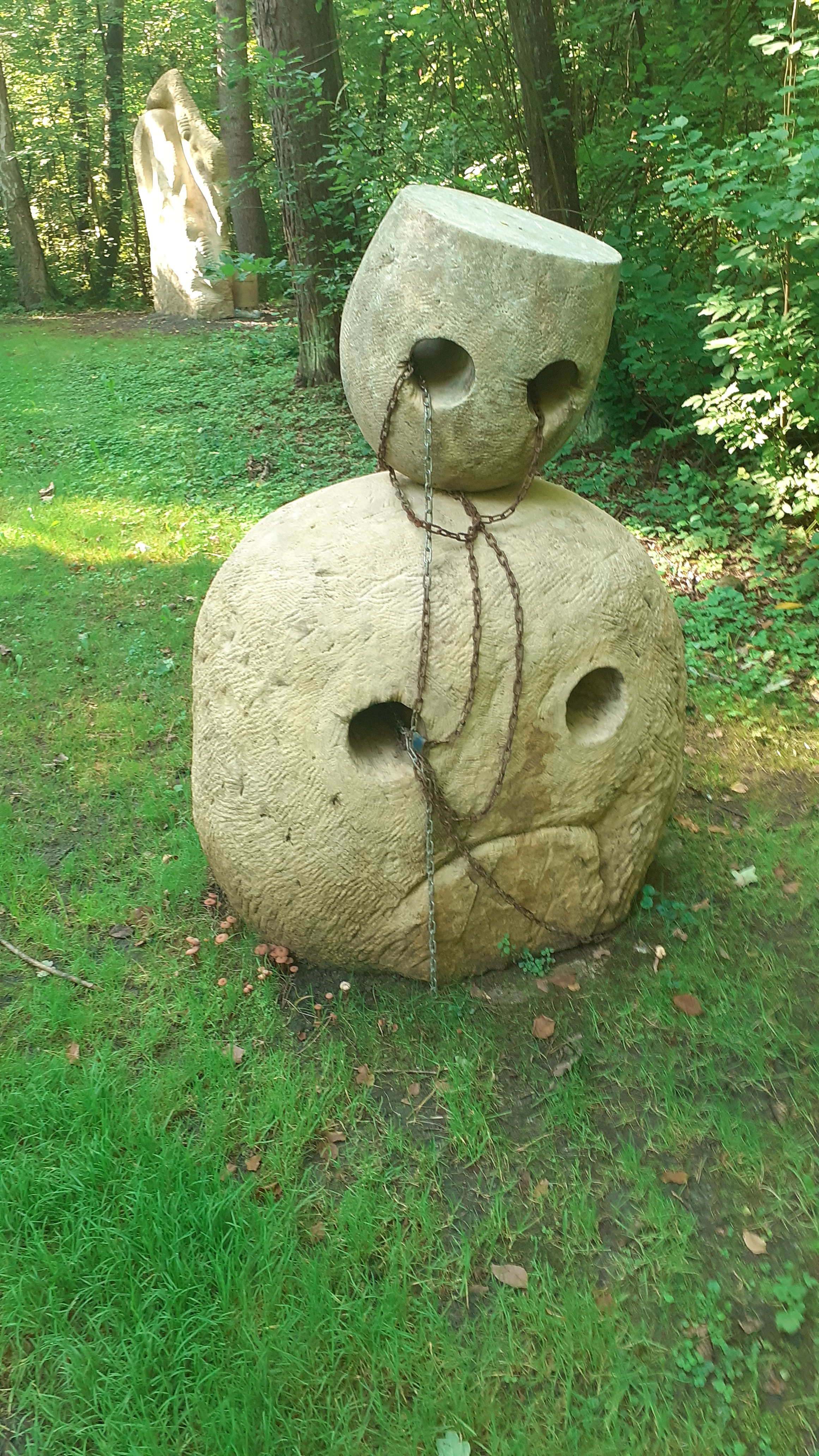
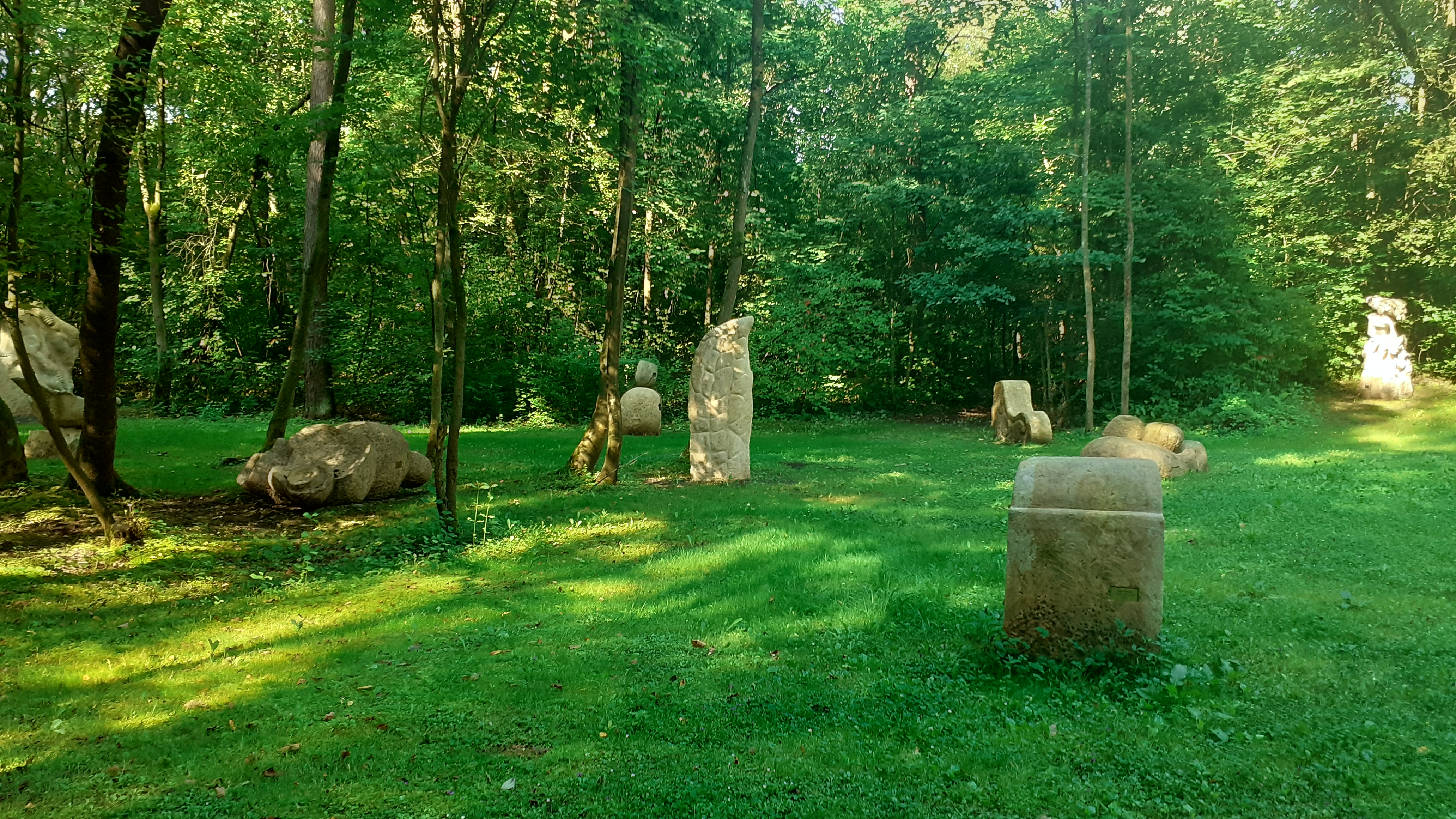
Přírodní galerie Lom sv. Klimenta